# Gerlach II van Nassau-Wiesbaden-Idstein
Gerlach II van Nassau-Wiesbaden-Idstein (1333 – na 1386), Duits: Gerlach II. Graf von Nassau-Wiesbaden-Idstein, was graaf van Nassau-Wiesbaden-Idstein, een deel van het graafschap Nassau. Hij stamt uit de Walramse Linie van het Huis Nassau.

## Biografie
Gerlach was de oudste zoon van graaf Adolf I van Nassau-Wiesbaden-Idstein en Margaretha van Neurenberg, dochter van burggraaf Frederik IV van Neurenberg en Margaretha van Görz en Tirol.
Gerlach volgde in 1370 zijn vader op en regeerde samen met zijn broer Walram IV. Hij wordt voor het laatst vermeld in 1386, het is onbekend wanneer hij is overleden.

## Huwelijk
Het huwelijkscontract tussen ‘Adolff graue zu Nassauwe … Gerlachen unsern eltesten son’ and ‘grauen Heinrich von Veldentzen … Agnesen seiner eltesten dochter’ is gedateerd 22 mei 1354.
Gerlach huwde vóór 1360 met Agnes van Veldenz († na 1398), de oudste dochter van graaf Hendrik II van Veldenz en Agnes van Sponheim. Uit dit huwelijk zijn geen kinderen bekend. Agnes hertrouwde met wildgraaf Otto in Dhronecken († 1409 vóór 31 mei).

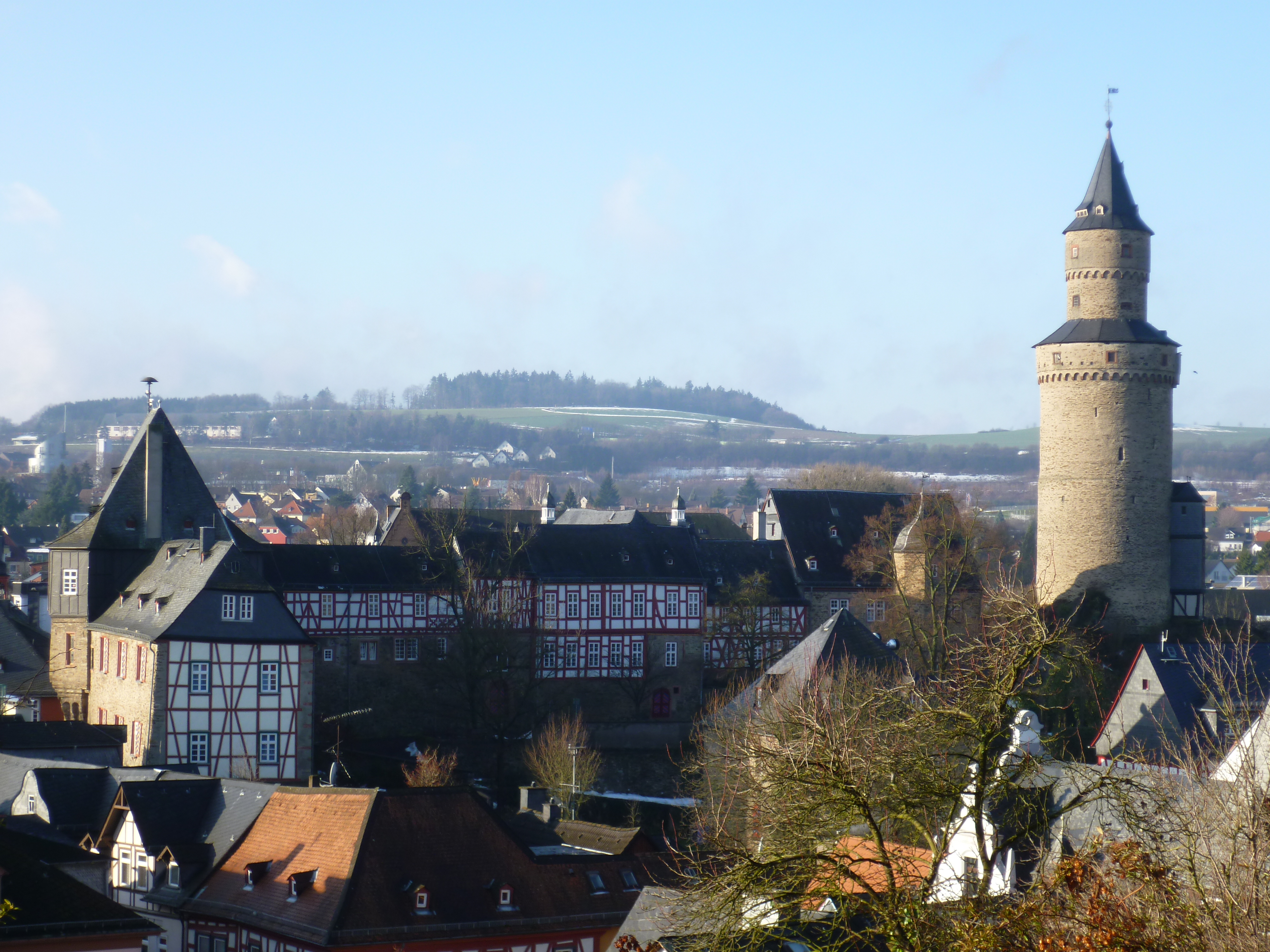
De Burcht Idstein
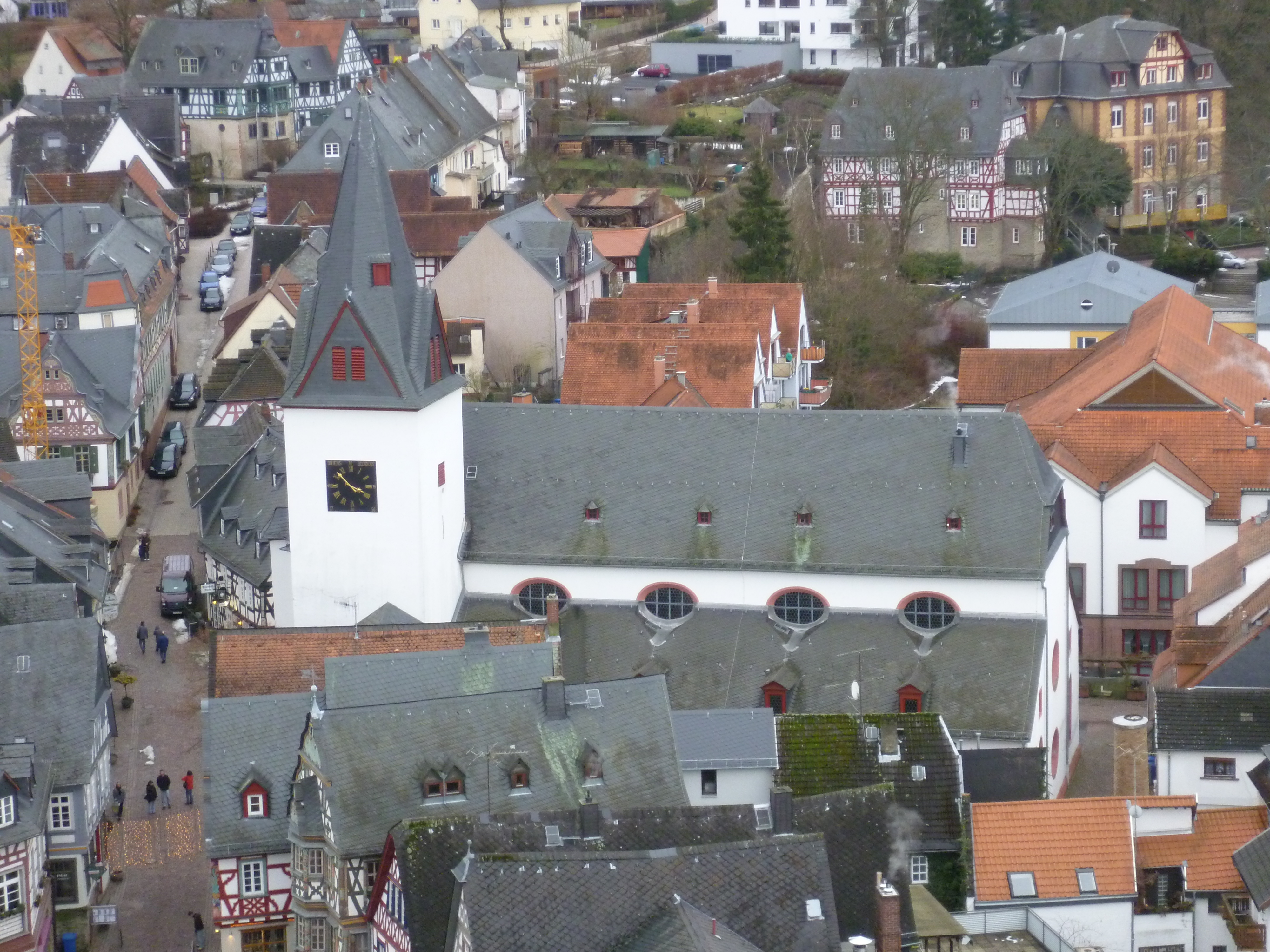
De Uniekerk te Idstein

## Voorouders
| Voorouders van Gerlach II van Nassau-Wiesbaden-Idstein | Voorouders van Gerlach II van Nassau-Wiesbaden-Idstein                                        | Voorouders van Gerlach II van Nassau-Wiesbaden-Idstein                                        | Voorouders van Gerlach II van Nassau-Wiesbaden-Idstein                                        | Voorouders van Gerlach II van Nassau-Wiesbaden-Idstein                                        | Voorouders van Gerlach II van Nassau-Wiesbaden-Idstein                                        | Voorouders van Gerlach II van Nassau-Wiesbaden-Idstein                                        | Voorouders van Gerlach II van Nassau-Wiesbaden-Idstein                                        | Voorouders van Gerlach II van Nassau-Wiesbaden-Idstein                                        |
| ------------------------------------------------------ | --------------------------------------------------------------------------------------------- | --------------------------------------------------------------------------------------------- | --------------------------------------------------------------------------------------------- | --------------------------------------------------------------------------------------------- | --------------------------------------------------------------------------------------------- | --------------------------------------------------------------------------------------------- | --------------------------------------------------------------------------------------------- | --------------------------------------------------------------------------------------------- |
| Betovergrootouders                                     | Walram II van Nassau (ca. 1220–1276) ⚭ vóór 1250 Adelheid van Katzenelnbogen (?–1288)         | Gerlach I van Isenburg-Limburg (?–1289) ⚭ Imagina van Blieskastel (?–vóór 1298)               | Hendrik I ‘het Kind’ van Hessen (1244–1308) ⚭ 1263 Adelheid van Brunswijk-Lüneburg (?–1274)   | Lodewijk II ‘de Strenge’ van Beieren (1229–1294) ⚭ 1273 Mechtild van Habsburg (ca. 1253–1304) | Koenraad I van Neurenberg (?–1260/61) ⚭ Clementia (?–?)                                       | Albrecht I van Saksen (?–1260) ⚭ 1247/48 Helena van Brunswijk-Lüneburg (1223–1273)            | Meinhard IV van Görz en Tirol (ca. 1227–1295) ⚭ 1259 Elisabeth van Beieren (ca. 1227–1273)    | Albrecht II van Hohenberg (?–1298) ⚭ ? (?–?)                                                  |
| Overgrootouders                                        | Adolf van Nassau (ca. 1255–1298) ⚭ ca. 1271 Imagina van Isenburg-Limburg (?–na 1317)          | Adolf van Nassau (ca. 1255–1298) ⚭ ca. 1271 Imagina van Isenburg-Limburg (?–na 1317)          | Hendrik ‘de Jongere’ van Hessen (?–1298) ⚭ 1290 Agnes van Beieren (?–1345)                    | Hendrik ‘de Jongere’ van Hessen (?–1298) ⚭ 1290 Agnes van Beieren (?–1345)                    | Frederik III van Neurenberg (?–1297) ⚭ vóór 1278 Helena van Saksen (?–1309)                   | Frederik III van Neurenberg (?–1297) ⚭ vóór 1278 Helena van Saksen (?–1309)                   | Albrecht van Görz en Tirol (?–1292) ⚭ na 1282 Agnes van Hohenberg (?–na 1293)                 | Albrecht van Görz en Tirol (?–1292) ⚭ na 1282 Agnes van Hohenberg (?–na 1293)                 |
| Grootouders                                            | Gerlach I van Nassau (vóór 1288–1361) ⚭ 1307 Agnes van Hessen (?–1332)                        | Gerlach I van Nassau (vóór 1288–1361) ⚭ 1307 Agnes van Hessen (?–1332)                        | Gerlach I van Nassau (vóór 1288–1361) ⚭ 1307 Agnes van Hessen (?–1332)                        | Gerlach I van Nassau (vóór 1288–1361) ⚭ 1307 Agnes van Hessen (?–1332)                        | Frederik IV van Neurenberg (ca. 1287–1332) ⚭ 1307 Margaretha van Görz en Tirol (?–1348)       | Frederik IV van Neurenberg (ca. 1287–1332) ⚭ 1307 Margaretha van Görz en Tirol (?–1348)       | Frederik IV van Neurenberg (ca. 1287–1332) ⚭ 1307 Margaretha van Görz en Tirol (?–1348)       | Frederik IV van Neurenberg (ca. 1287–1332) ⚭ 1307 Margaretha van Görz en Tirol (?–1348)       |
| Ouders                                                 | Adolf I van Nassau-Wiesbaden-Idstein (1307–1370) ⚭ 1332 Margaretha van Neurenberg (?–na 1382) | Adolf I van Nassau-Wiesbaden-Idstein (1307–1370) ⚭ 1332 Margaretha van Neurenberg (?–na 1382) | Adolf I van Nassau-Wiesbaden-Idstein (1307–1370) ⚭ 1332 Margaretha van Neurenberg (?–na 1382) | Adolf I van Nassau-Wiesbaden-Idstein (1307–1370) ⚭ 1332 Margaretha van Neurenberg (?–na 1382) | Adolf I van Nassau-Wiesbaden-Idstein (1307–1370) ⚭ 1332 Margaretha van Neurenberg (?–na 1382) | Adolf I van Nassau-Wiesbaden-Idstein (1307–1370) ⚭ 1332 Margaretha van Neurenberg (?–na 1382) | Adolf I van Nassau-Wiesbaden-Idstein (1307–1370) ⚭ 1332 Margaretha van Neurenberg (?–na 1382) | Adolf I van Nassau-Wiesbaden-Idstein (1307–1370) ⚭ 1332 Margaretha van Neurenberg (?–na 1382) |